# Arthroleptis brevipes
Arthroleptis brevipes е вид жаба от семейство Arthroleptidae.

## Разпространение
Видът е разпространен в Того.